# Prorodontida
Ordre
Les Prorodontida sont un ordre de Ciliés de la classe des Gymnostomatea ou des Prostomatea selon la classification.

## Description
Selon Limin Jiang et al., l'ordre des Prorodontida est caractérisé par la région buccale qui se situe apicalement ou légèrement subapicalement et par la présence à la fois d'une brosse et de toxicystes. Il contient neuf familles dont les Lagynidae Sola et al., 1990, dont le genre type est Lagynus Quennerstedt, 1867.

## Liste des familles
Selon GBIF (23 septembre 2022) :
- Lagynidae Sola et al., 1990

Selon l'AlgaeBase (23 septembre 2022) :
- Prorodontidae W.S.Kent, 1881

Selon The Taxonomicon (23 septembre 2022) :
- Balanionidae Small & Lynn, 1985
- Colepidae Ehrenberg, 1838
- Holophryidae Perty, 1852
- Lagynidae Sola et al., 1990, nom. illeg.
- Malacophryidae Foissner, 1980
- Placidae Small & Lynn, 1985
- Plagiocampidae Kahl, 1926
- Prorodontidae Kent, 1881
- Urotrichidae Small & Lynn, 1985

Selon le World Register of Marine Species (23 septembre 2023) :
- Balanionidae Small & Lynn, 1985
- Colepidae Ehrenberg, 1838
- Holophryidae Perty, 1852
- Placidae Small & Lynn, 1985
- Plagiocampidae Kahl, 1926
- Prorodontidae Kent, 1881
- Urotrichidae Small & Lynn, 1985

## Systématique
Le nom valide de ce taxon est Prorodontida Corliss, 1974.